# Енгельшофф
Енгельшофф (нім. Engelschoff) — громада в Німеччині, розташована в землі Нижня Саксонія. Входить до складу району Штаде. Складова частина об'єднання громад Ольдендорф-Гіммельпфортен.
Площа — 19,69 км2. Населення становить 756 ос. (станом на 31 грудня 2021).